# Georges Lachmann
Georges Marcel Lachmann (10 août 1890 Paris 13e - 12 août 1961 à Tonnerre) est un as de l'aviation français de la Première Guerre mondiale, au cours de laquelle il remporte neuf victoires aériennes homologuées.

## Première Guerre mondiale
Issu d'une famille alsacienne installée à Paris, Georges Lachmann suit une formation de mécanicien avant d'effectuer son service militaire en 1911. Il se passionne pour l'aviation et obtient d'être affecté dans l'aéronautique militaire en tant que mécanicien. Au terme de son service en 1913, il s'engage volontairement pour devenir pilote militaire, obtenant son brevet de pilote civil le 21 juillet 1914. Le 2 août 1914, alors que la France entre dans la Grande Guerre, le sergent Lachmann se présente au 2e Groupe d'aviation et reçoit le brevet de pilote militaire no 499. Il sera l'un des rares as à effectuer toute la guerre dans l'aviation, et à servir sur tous les principaux fronts.
Il est le premier à être affecté à l'Escadrille REP27. C'est au sein de cette escadrille qu'il prend part à sa première mission, le 31 août. Le janvier 1915, il est transféré à l'Escadrille 15 (en), qui opérait également sur des avions Robert Esnault-Pelterie K-80. Le 8 mars 1915, il est prom au grade d'adjudant. Un mois plus tard, il part suivre une formation complémentaire sur de nouveaux avions. Le 26 mai 1915, il reprend du service actif au sein de l'Escadrille 57 (en), sur le Front de l'Ouest en France. Le 31 juillet 1915, il est nommé sous-lieutenant. Le 13 août 1915, il est assigné à l'Escadrille 92 sur le Front italien. Au début, il fait partie des trois seuls pilotes (accompagnés de leurs trois observateurs) postés sur des Nieuport 10 pour défendre Venise. Ces pilotes seront rejoints plus tard par trois pilotes supplémentaires de l'Escadrille 92. Le 15 octobre 1915, une heure durant, il est un des principaux protagoniste du combat aérien qui découragera les Austro-Hongrois de mener de nouveaux raids sur la ville.
Le 24 mars 1916, il retourne sur le Front de l'Ouest et réintègre l'Escadrille 57. Le 15 juillet 1916, Lachmann remporte sa première victoire aérienne, sur son Nieuport, en abattant un ballon d'observation allemand au-dessus de Ham. Le 28 juillet, il fait équipe avec Georges Flachaire et Jean Matton pour remporter un second succès sur un biplan d'observation Albatros. Le 12 août 1916, Lachmann abat un nouvel avion ennemie.
Georges Lachmann est décoré de la Légion d'honneur, le 6 janvier 1917. Le 21 mars 1917, il est envoyé sur le Front Est au sein de Escadrille 581, dont les pilotes volaient sur des SPAD. Le 26 juin 1917, il est blessé au combat. Le 8 juillet 1917, il est nommé au commandement de cette escadrille. Pendant les mois de septembre et octobre 1917, il remporte six victoires, trois sur des avions ennemies et trois sur des ballons d'observation. Le 24 décembre 1917, il est promu au grade de lieutenant.
Le 7 janvier 1918, Lachmann prend le commandement d'une seconde escadrille, l'Escadrille 406. En février 1918, il est rappelé de Russie. En avril, il est envoyé en posté en tant que conseillé à l'attaché militaire à Leghorn, en Italie. En août, il retourne en Russie. À l'Armistice, en novembre, il rentre définitivement en France.
Lachmann termine la Première Guerre mondiale avec, en plus de la Légion d'honneur et de la Médaille militaire, la Croix de guerre française avec dix palmes, la Croce di guerra al valor militare (en) italienne. Il est fait Chevalier de l'Ordre de la Couronne d'Italie et l'Ordre de Saint-Georges russe.

## Après-guerre
Lachmann part pour l'Afrique, où il travaille à surveiller des pistes d'atterrissage.
Il meurt à Tonnerre, le 12 août 1961.

### Ouvrages
- (en) Norman Franks, Over the front : a complete record of the fighter aces and units of the United States and French Air Services, 1914-1918, Londres, Grub Street, 1992, 228 p. (ISBN 978-0-948817-54-0 et 0-948-81754-2, lire en ligne).